# Dierrey-Saint-Pierre

Dierrey-Saint-Pierre este o comună în departamentul Aube din nord-estul Franței. În 1 ianuarie 2022 avea o populație de 307 de locuitori.